# Anaxipha annulipes
Anaxipha annulipes är en insektsart som beskrevs av Morgan Hebard 1924. Anaxipha annulipes ingår i släktet Anaxipha och familjen syrsor. Inga underarter finns listade i Catalogue of Life.